# André Mutter
Pour les articles homonymes, voir Mutter.
André Mutter, né le 11 novembre 1901 à Troyes (Aube) et mort le 24 décembre 1973 à Ambilly en Haute-Savoie, est un résistant, avocat et homme politique français, ministre par deux fois sous la Quatrième République.

## Biographie
Père de dix enfants, il est veuf de sa première femme puis se remarie à Odette Roffignon.
Licencié en droit, il est avocat au barreau de Troyes en 1929.
En 1943, il remplace Roger Coquoin, qui vient d'être abattu, comme représentant du groupe Ceux de la libération (CDLL) au Conseil national de la Résistance. Délégué à l’Assemblée consultative provisoire en 1944-1945, il s’engage dans la vie politique à la Libération. Il est l’un des fondateurs du Parti de rénovation républicaine (PRR) qui fusionne rapidement au sein du PRL, qu’il représente aux deux Assemblées nationales constituantes, puis à l’Assemblée nationale de 1945 à 1958 comme député PRL, puis CNI, de l’Aube.
En 1945, il redevient avocat à la Cour d’appel de Paris.
Au nom de la lutte et du rassemblement des droites contre le communisme, il fait entrer à la rédaction du journal du PRL, Paroles françaises, qu'il dirige, plusieurs anciens collaborateurs, notamment François Brigneau, qui donnent un ton extrémiste à cet organe, provoquant plusieurs scandales. Il est vice-président de l’Assemblée nationale de 1951 à 1953.
Il est ministre des Anciens combattants et victimes de guerre dans le premier gouvernement Joseph Laniel du 28 juin 1953 au 19 juin 1954, puis ministre de l'Algérie du 14 mai au 1er juin 1958 dans le gouvernement Pierre Pflimlin.
Il est aussi, à partir de 1945, directeur du quotidien L'Est-Éclair dont il est le cofondateur. André Mutter est député à l’Assemblée commune de la Communauté européenne du charbon et de l'acier, puis dès 1957 à l'Assemblée parlementaire européenne (aujourd'hui Parlement européen) du 11 juillet 1952 au 17 juillet 1953 et du 23 février 1956 au 9 décembre 1958.

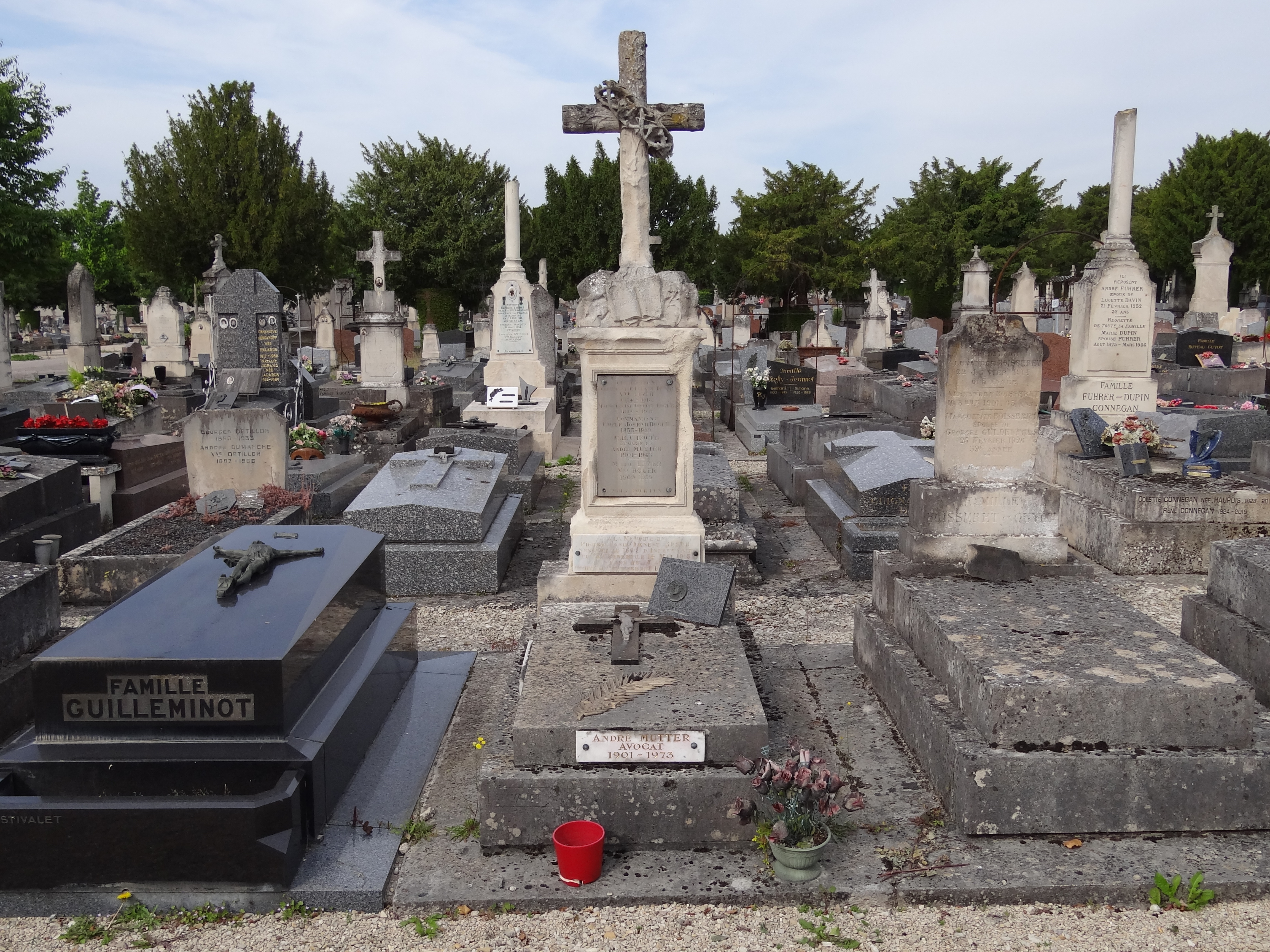
La tombe d'André Mutter au cimetière de Troyes (Aube).

## Distinctions
Une rue de la ville de Troyes porte son nom.
André Mutter est titulaire des décorations suivantes :
- Commandeur de la Légion d'honneur
- Croix de guerre 1939-1945
- Médaille de la Résistance française avec rosette (24 avril 1946)[2]
- Commandeur de l'ordre du Mérite combattant, ex officio en tant que ministre des Anciens combattants et victimes de guerre (1953)[3]

## Œuvres
- Face à la Gestapo, Librairie Ancienne H. Champion Paris VI, 1944.
- Histoire de la guerre 39-45 Résistance, Librairie Ancienne H. Champion 5 Paris, 1945.